# 硫酸還元菌

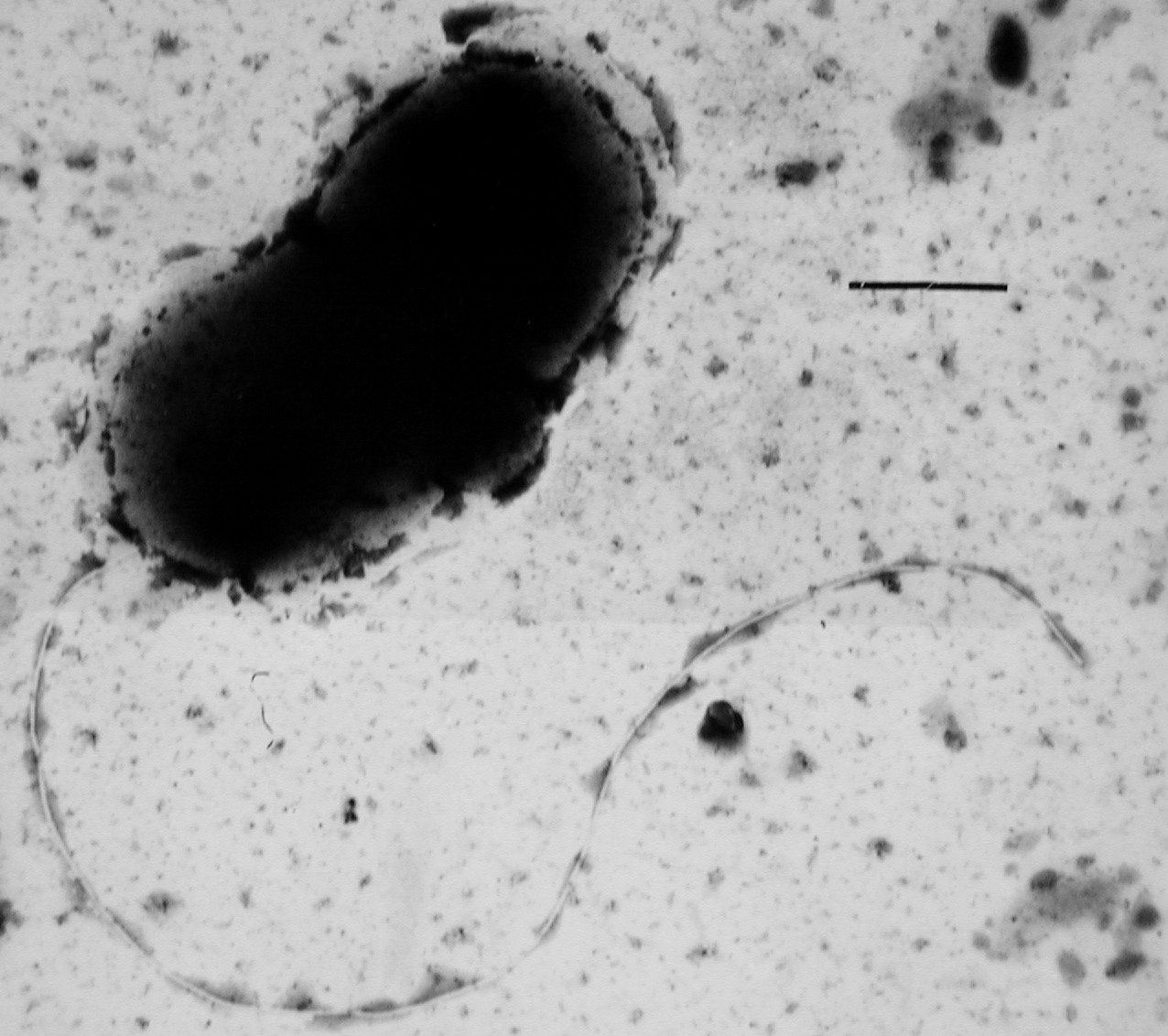
デスルフォビブリオ・ブルガリスは最もよく研究されている硫酸還元菌の一種である。右上のバーは0.5ミクロンを示す

硫酸還元菌（りゅうさんかんげんきん）は、硫酸還元細菌と硫酸還元古細菌からなるグループであり、いずれも硫酸（SO42-）を最終電子受容体として、硫化水素（H2S）へと還元する嫌気性呼吸を行うことができる。これらの硫酸還元菌は、最終電子受容体として、好気呼吸においては水（H2O）へと還元される酸素分子（O2）ではなく、硫酸を「吸う」のである。
硫酸還元菌の多くは、亜硫酸塩（SO32-）、亜ジチオン酸塩（S2O42-）、チオ硫酸塩（S2O32-）、三チオン酸塩（S3O62-）、四チオン酸塩（S4O62-）、元素状硫黄（S8）およびポリサルファイド（Sn2-）などの酸化型無機硫黄化合物を還元する。「硫酸還元菌」は、文脈に応じて、より広義で（これらの硫黄化合物のいずれかを還元することができるすべての種を含む）、またはより狭義で（硫酸を還元する種のみを含み、例えば厳密にチオ硫酸および硫黄還元菌を除く）用いられうる。
硫酸還元菌は35億年前までさかのぼることができ、地球上に生命が誕生して間もなく硫黄循環に貢献し、最も古い微生物に属すると考えられている。
多くの生物は、硫黄を含む生体成分を合成するために硫酸を少量還元するが、これは同化型硫酸還元と呼ばれる。これに対して、ここで取り上げる硫酸還元菌は、エネルギーを得るために硫酸を大量に還元し、その結果生じる硫化物を不要物として排出し、異化型硫酸還元と呼ばれる。それらは電子伝達系の最終電子受容体として硫酸を利用する。その多くは嫌気性菌であるが、酸素に耐性があり好気呼吸を行う硫酸還元菌も存在する。酸素を電子受容体とする場合は増殖しない。また、他の電子受容体、例えばフマル酸、硝酸（NO3-）、亜硝酸塩（NO2-）、鉄（Fe3+）、ジメチルスルホキシド（DMSO）などを還元できる硫酸還元菌が存在する。
電子供与体の観点からは、有機栄養生物と無機栄養生物の両方を含む。有機栄養生物は、糖質、有機酸（ギ酸、乳酸、酢酸、プロピオン酸、酪酸など）、アルコール（メタノール、エタノール）、脂肪族炭化水素（メタンなど）、芳香族炭化水素（ベンゼン、トルエン、エチルベンゼン、キシレン）などの有機化合物を酸化する。無機栄養生物は嫌気性条件下でメタン菌やアセト菌（嫌気性酢酸生産菌）と競合して、水素分子（H2）を酸化する。硫酸還元菌の中には、金属鉄（Fe0、別名：ゼロ価鉄）を電子供与体として直接利用し、第一鉄（Fe2+）に酸化するものもある。

## 生態学的重要性とマーカー
硫酸塩は海水、堆積物、腐敗した有機物に富む水に広く存在する。また、熱水噴出孔、酸性鉱山排水場、油田、世界で最も古い孤立した地下水も含むような地下深部などの、より厳しい環境にも存在する。硫酸還元菌は、嫌気性環境でよく見られ、有機物の分解を助ける  。これらの嫌気性環境では、発酵菌が大きな有機分子からエネルギーを取り出し、得られた有機酸やアルコールなどの小さな化合物は、アセト菌やメタン菌、そして競合する硫酸還元菌によってさらに酸化される。

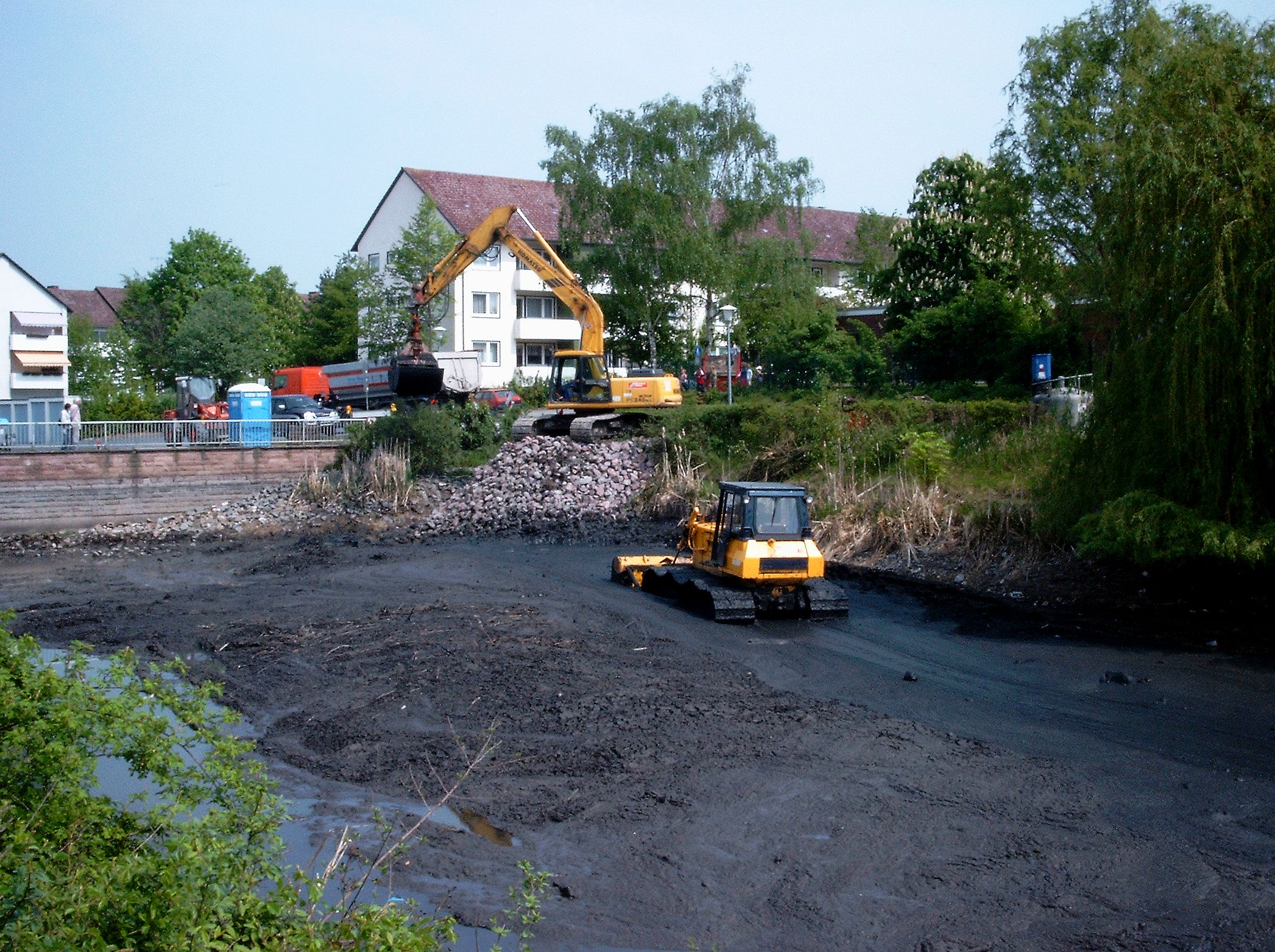
池のヘドロ。黒く見えるのは、硫酸還元菌の働きで生じた金属硫化物

有毒な硫化水素は硫酸還元菌の排泄物であり、その腐った卵のような臭いは、自然界に硫酸還元菌が存在することの目印になることが多い。塩性湿地や干潟の硫黄臭は硫酸還元菌が原因である。硫化水素の多くは、水中の金属イオンと反応し、金属硫化物を生成する。硫化第一鉄（FeS）などのこれらの金属硫化物は不溶性で、しばしば黒色または茶色であるため、汚泥の色が濃くなる。
ペルム紀-三畳紀の絶滅イベント（2億5000万年前）には、激しい無酸素現象（海洋無酸素事変）が起こり、硫酸還元菌が海洋生態系の支配勢力となり、大量の硫化水素を産生したようである。
硫酸還元菌は、その代謝の副産物として、周囲に存在する無機水銀をメチル化することにより、神経毒性のあるメチル水銀を生成する。この生物濃縮性の水銀の水系における主要な供給源であることが知られている。

## 利用
硫酸還元菌の中には炭化水素を還元するものがあり、汚染された土壌の浄化に利用されている。また、他の種類の汚染に対してもその利用が提案されている。硫酸還元菌は、他の微生物によって生成される酸性鉱山廃水の処理の可能性があると考えられている。

## 硫酸還元菌が引き起こす問題
工学的には、金属製構造物が硫酸塩を含む水にさらされた場合、硫酸還元菌が問題を引き起こすことがある。水と金属の相互作用により、金属表面に水素分子の層が形成される。次に硫酸還元菌が水素を酸化して硫化水素を生成し、これが腐食の一因となる。
硫酸還元菌による硫化水素は、コンクリートの生物学的硫化腐食にも関与している。また、サワー原油でも発生する。
いくつかの硫酸還元菌は、メタンの嫌気的酸化に関与している。
CH4 + SO42- → HCO3- + HS- + H2O
海底下のメタン生成菌によって生成されたメタンの重要な部分は、堆積物中でメタン生成を硫酸還元活性から分離する移行帯において、硫酸還元菌によって酸化される。このプロセスは、海底堆積物中の硫酸塩の主要なシンクであるとも考えられている。
水圧破砕法では、メタン（シェールガス）や炭化水素を回収するために、シェール層を破砕するための流体が使用される。その際、嫌気性メタン酸化や硫化水素の発生を防ぎ、最終的には生産損失を最小化するため、硫酸還元菌の活動を抑制する目的で殺菌剤が水に添加されることがある。

## 生化学
主要記事　異化型硫酸還元経路
硫酸を電子受容体として利用する前に、硫酸を活性化する必要がある。これは酵素ATPスルフリラーゼによって行われ、ATPと硫酸を使ってアデノシン5'-ホスホスルフェート（APS）を作り出す。APSはその後、亜硫酸とAMPに還元される。亜硫酸はさらに還元されて硫化水素になり、AMPはもう1分子のATPを使ってADPになる。したがって、このプロセス全体では、2分子のエネルギー通貨であるATPが投入され、このATPは還元から回収されなければならない。

異化型硫酸還元経路の3つの重要な酵素ステップの概要。酵素：satとatpsはそれぞれ硫酸アデニルトランスフェラーゼとATPスルフリラーゼ（EC 2.7.7.4）、aprとapsはともにアデノシン5'-ホスホスルフェートレダクターゼ（EC 1.8.4.8 ）、dsrは異化性亜硫酸レダクターゼ（EC 1.8.99.5 ）を示す。

硫酸還元菌の存在を検出する分子マーカーとして最も利用されている遺伝子は、異化型硫酸還元の最終段階を触媒する酵素、dsrAB (EC 1.8.99.5)である。

## 系統
硫酸還元微生物は、他の硫黄還元菌とともに同一の表現型グループとして扱われてきた。いくつかの異なる系統で発見されている。2009年現在、60属、220種の硫酸還元菌が知られている。
Thermodesulfobacteriotaのうち、硫酸還元菌の目にはDesulfobacterales、Desulfovibrionales、Syntrophobacteralesが含まれる。これは硫酸還元菌の最大のグループであり、約23属を占める。
硫酸還元菌で2番目に多いのはファーミキューテス門で、Desulfotomaculum属、Desulfosporomusa属、Desulfosporosinus属が含まれる。
ニトロスピラ門には硫酸還元菌のサーモデスルホビブリオ属がいる。
さらに好熱性硫酸還元菌を含む2つのグループ、ThermodesulfobacteriotaとThermodesulfobiumは独自の門を与えられている。
また、硫酸還元性古細菌には、アルカエオグロブス属、Thermocladium属、Caldivirga属の3種が知られている。これらは熱水噴出孔、石油鉱床、温泉などで発見されている。
2019年7月、カナダのキッド鉱山を科学的に調査したところ、地下7,900フィート（約2,400m）に生息する硫酸還元菌が発見された。キッド鉱山で発見された硫酸還元菌は、有機化合物ではなく黄鉄鉱などの鉱物を酸化させることによってエネルギーを得る無機栄養生物である。キッド鉱山はまた、地球上で最も古い水が知られている場所である。